# Luigi Sposito
Luigi Sposito (* 8. März 1921 in Sorrent; † 11. Juni 2004) war ein italienischer Geistlicher und römisch-katholischer Kurienbischof.

## Leben
Luigi Sposito empfing am 10. Juni 1945 die Priesterweihe.
Papst Johannes Paul II. ernannte ihn am 18. Dezember 1992 zum Sekretär der Präfektur für die ökonomischen Angelegenheiten des Heiligen Stuhls und Titularbischof von Tagaria. Der Papst persönlich spendete ihm am 6. Januar des folgenden Jahres die Bischofsweihe; Mitkonsekratoren waren Giovanni Battista Re, Substitut des Staatssekretariates, und Justin Francis Rigali, Sekretär der Kongregation für die Bischöfe und des Kardinalskollegiums.
Sein altersbedingter Rücktritt wurde 1997 angenommen. Am 28. Februar 1998 wurde er zum Titularbischof von Capreae ernannt.